# Jerónimo de Utra Corte Real
Jerónimo de Utra Corte Real (Horta, ? — Horta, 1614) foi capitão do donatário nas capitanias da ilha do Faial e da ilha do Pico, cargos que exerceu desde 1582 até 1614. Anteriormente esta capitania esteve nas mãos de D. Francisco de Mascarenhas. Foi seguido no cargo por D. Manuel de Moura Corte Real, 1.º marquês de Lumiares e 2.º marquês de Castelo Rodrigo.

## Biografia
Foi capitão do donatário nas ilhas do Faial e do Pico, cargo que exerceu desde 1582 até falecer. Casado com D. Margarida de Azevedo, filha do cavaleiro Afonso Figueira, era o segundo filho do casamento de Manuel de Utra Corte-Real, 3.º capitão do donatário no Faial e Pico, com a plebeia Maria Vicente.
Após a morte do irmão, Gaspar de Utra Corte-Real, prosseguiu o pleito iniciado por este e sua mãe na pretensão à posse da capitania das ilhas do Faial e Pico, reivin-dicada pela família desde a morte de Manuel de Utra Corte-Real em 1553. Após um longo perí-odo de insucesso, a 15 de junho de 1582 Filipe II reconheceu Jerónimo Utra Corte-Real como herdeiro legítimo e concedeu-lhe o governo daquelas ilhas, provavelmente influenciado pelo parentesco existente entre ele e Margarida Corte-Real, sua prima e herdeira das capitanias das ilhas Terceira e São Jorge, casada com D. Cristóvão de Moura. Faleceu sem filhos, sendosucedido no cargo por D. Manuel de Moura Corte-Real, 1.º marquês de Lumiares e 2.º marquês de Castelo Rodrigo, o filho primogénito de Margarida Corte-Real.
As alterações políticas de 1580 e as novas teias clientelares daí resultantes favoreceram as antigas aspirações desta família sobre a posse da capitania. Assim, a 15 de Junho de 1582, Filipe II reconheceu Jerónimo Utra Corte-Real como herdeiro legítimo e concedeu-lhe o governo das ilhas do Faial e Pico, provavelmente influenciado pelo parentesco existente entre ele e Margarida Corte-Real, sua prima e herdeira das capitanias das ilhas Terceira e S. Jorge, casada com o governador do reino D. Cristóvão de Moura.